# May Picqueray
Marie Jeanne Picqueray, nota come May Picqueray (Savenay, 8 luglio 1898 – Parigi, 3 novembre 1983), è stata una pacifista, sindacalista e militante anarchica francese.

## Biografia
May Piqueray nacque a Savenay, in Francia, da François-Jean-Marie Picqueray e Marie-Louise Françoise Leray. Passò l'infanzia a Châteaubriant e Saint-Nazaire.
Attirata dai circoli rivoluzionari in giovinezza, partì per Mosca nel 1922, come una delegata per il sindacato dei metalmeccanici, parte dell'Internazionale sindacale rossa. Durante la permanenza si fece conoscere saltando su un tavolo per protestare contro i dirigenti che mangiavano allegramente mentre la gente comune moriva di fame.Incontrò inoltre Lenin, ormai in fin di vita per la sua malattia. Per la responsabilità di Lev Trockij nella repressione di Kronstat e il tradimento di Nestor Ivanovič Machno, si rifiutò di stringere la mano del leader sovietico e gli chiese esplicitamente di liberare gli anarchici detenuti in prigione.
Durante il processo a Sacco e Vanzetti, mandò all'ambasciata statunitense in Francia un pacco bomba pieno di volantini. Questa azione era finalizzata a ottenere l'attenzione della stampa locale causando unicamente danni alla proprietà.
Nel corso della Guerra civile spagnola, aiutò la commissione di soccorso dei bambini spagnoli contribuendo ad allontanare gli orfani dal fronte. Inoltre, si prese cura dei rifugiati a Tolosa.
Crebbe da sola tre figli, tutti nati da padri differenti. Sposò nel 1916 Fred Schneyder, un olandese dal quale si separò poche settimane dopo. Nel 1923 diede luce a Sonia, la sua primogenita, nel 1930 a Lucien e nel 1941 Marie-May.
Partecipò attivamente al Maggio francese, contribuendo alla causa anti-nuclearista.

### Le Réfractaire

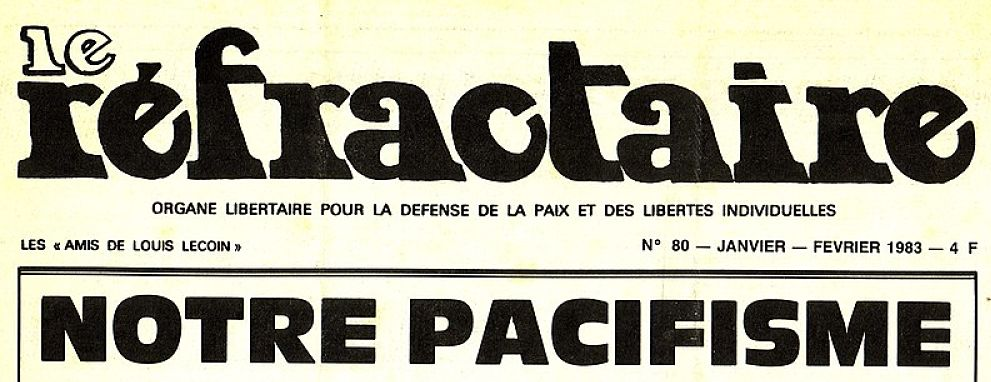

Fu la fondatrice del giornale Le Réfractaire ("organo libertario per la difesa della pace e delle libertà individuali"), che pubblicò mensilmente fino alla sua morte nel 1983. Collaborò nella redazione con diversi obiettori, artisti e stilisti.
Applicando le sue volontà, fu cremata al cimitero di Père-Lachaise.